# المكتب الإداري لمحاكم الولايات المتحدة
المكتب الإداري لمحاكم الولايات المتحدة ( AO ) هو الوكالة الإدارية لنظام المحاكم الفيدرالية بالولايات المتحدة . تأسست في عام 1939.
هو كيان الدعم المركزي للسلطة القضائية الاتحادية. توفر مجموعة واسعة من الخدمات الإدارية والقانونية والمالية والإدارية والبرنامجية وتكنولوجيا المعلومات للمحاكم الفيدرالية.
يشرف عليه مباشرة من قبل المؤتمر القضائي للولايات المتحدة، وهي الهيئة التي تحدد السياسة الوطنية والتشريعية للجهاز القضائي الفيدرالي، الذي يتكون من رئيس قضاة الولايات المتحدة ، ورئيس قضاة كل محكمة استئناف، قاضي محكمة محلية من كل دائرة قضائية إقليمية، وكبير قضاة محكمة الولايات المتحدة للتجارة الدولية .
تنفِذ وتٌنفَذ سياسات المؤتمر القضائي، وكذلك القوانين واللوائح الفيدرالية المعمول بها. تقوم المنظمة بتسهيل الاتصالات داخل الجهاز القضائي ومع الكونغرس ، والسلطة التنفيذية، والجمهور نيابة عن القضاء.

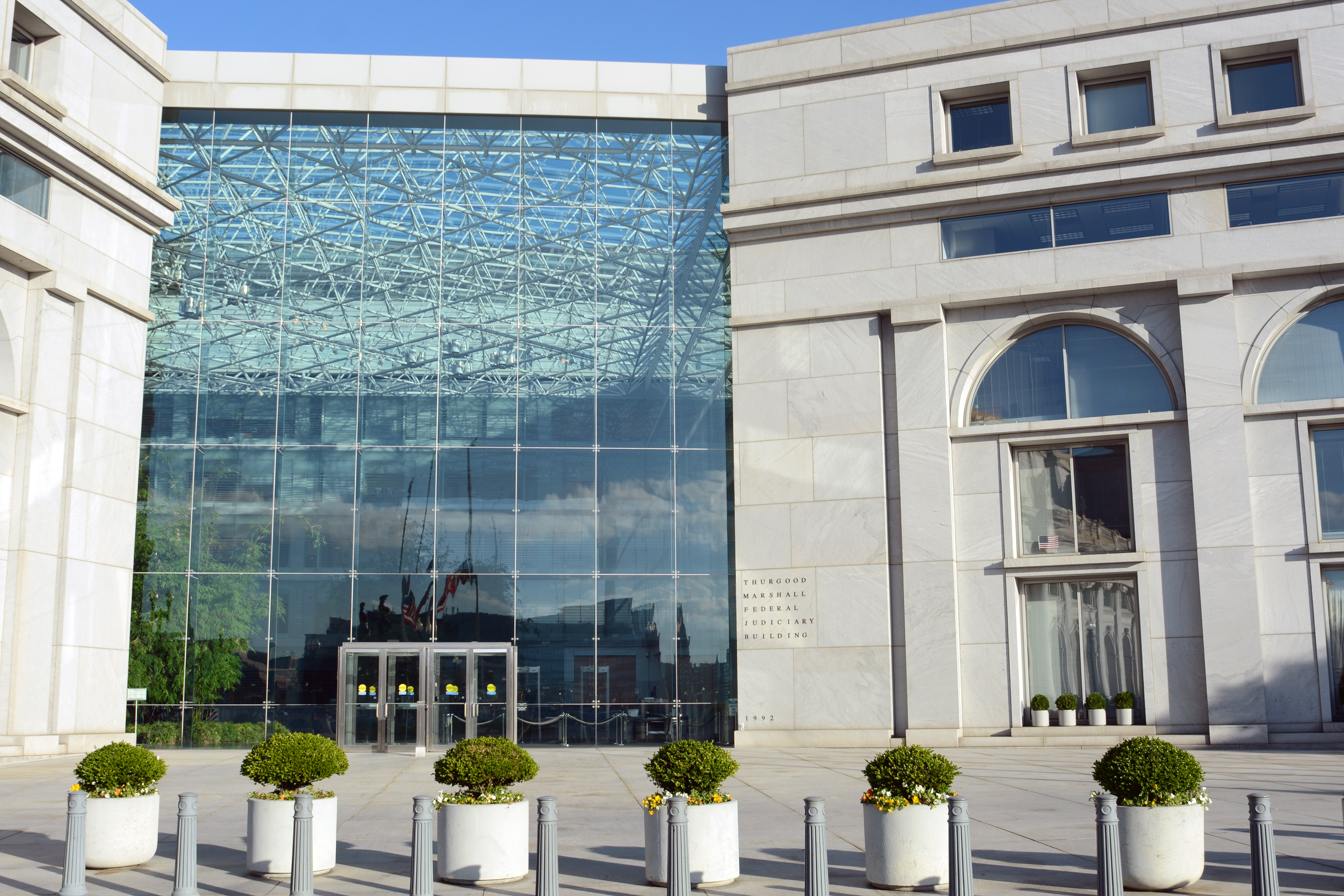
يضم مبنى Thurgood Marshall الفيدرالي القضائي مكاتب المكتب الإداري لمحاكم الولايات المتحدة ، والمركز القضائي الفيدرالي ، ولجنة إصدار الأحكام في الولايات المتحدة ، ومكتب كاتب الفريق القضائي المعني بالتقاضي متعدد المناطق.

## روابط خارجية
- المكتب الإداري لمحاكم الولايات المتحدة
- المكتب الإداري لمحاكم الولايات المتحدة في السجل الفيدرالي
- المؤتمر القضائي للولايات المتحدة في السجل الفيدرالي